# Loodiana
Die Loodiana war ein 1885 in Dienst gestelltes Passagierschiff der britischen Reederei British India Steam Navigation Company, das im Januar 1910 mit 175 Passagieren und Besatzungsmitgliedern an Bord spurlos auf dem Indischen Ozean verschwand. Das Wrack des Schiffes wurde nie gefunden.

## Geschichte
Die 3.269 BRT große Loodiana wurde im Leven-Dock der Werft William Denny and Brothers in der schottischen Stadt Dumbarton gebaut und lief am 19. Dezember 1884 vom Stapel. Am 1. April 1885 wurde das Schiff fertiggestellt. Für die British India Steam Navigation Company wurde das Schiff im Passagier- und Frachtverkehr auf dem Indischen Ozean eingesetzt.
Die Loodiana war eine aus Eisen gebaute Schonerbark mit drei Masten. Sie verfügte jedoch auch über eine Dreifachexpansions-Dampfmaschine, die nominell 372 Pferdestärken (277 kW) leisten konnte. Das Schiff war 103,66 Meter lang, 12,86 Meter breit und hatte eine Seitenhöhe von 7,80 Metern. In den Passagierunterkünften war Platz für 31 Passagiere der Ersten Klasse, zwölf der Zweiten Klasse und 202 Zwischendeckpassagiere in der Dritten Klasse.
Am Montag, dem 10. Januar 1910 lief die Loodiana mit 80 Passagieren und 95 Besatzungsmitgliedern in Port Louis auf Mauritius zu einer Überfahrt nach Colombo auf der Insel Ceylon aus. Unterwegs verschwand das Schiff spurlos. Bei einer wochenlangen Suche wurden weder Wrackteile, noch Leichen gefunden. Die Ursache des Verschwindens und die Lage des Wracks sind bis heute ungeklärt. Es wurde vermutet, dass die Loodiana in einen Zyklon geriet.